# Djeffara
Djeffara o Gefara o Jeffara o Jifarah, és una regió o plana al sud de Tunísia entre Gabès al nord i la frontera de Líbia al sud-est. Es tracta d'una estepa desèrtica poblada del segle vii ençà per àrabs nòmades i seminòmades, que vivien en tendes. Els seus hàbitats, les gorfes (ghorfa), estan avui dia en ruïnes o han estat restaurades pel turisme, i la immensa majoria dels nòmades ja són sedentaris. Aquest territori que ocupa una quarta part del país està escassament poblat, amb menys de 200.000 habitants si s'exclouen els de la costa.
Té forma semicircular seguint la línia de costa i arriba fins al nord-oest de Líbia (arriba tècnicament fins a uns 20 km a l'oest de Trípoli), amb una penetració a la part sud. A la seva part més profunda té uns 200 km 130 km i a la menys 85 km amb una mitjana de 130 km. La superfície segons L'Enciclopèdia Britànica és de 37.000 km² dels que la meitat són a Tunísia i l'altra meitat a Líbia, però altres fons li assignen una superfície superior (45.000 km² només a Tunísia)
La pluviometria és molt dèbil i sempre inferior als 200 mm any, i generalment inferior als 100 mm any. El terreny és àrid en general, però el conjunt no és uniforme i es barregen zones muntanyoses, altiplans i planes i zones gairebé desèrtiques. Està poblada per àrabs i amazics.
Fa nou mil anys aquestes terres eren una sabana amb nombrosos animals africans, i habitada per grups humans. Els capsians que vivien a la zona de Capsa (Gafsa) al nord de la plana formaven una civilització característica. Al Djerid (país de les palmeres), situat al sud de Capsa i al nord de la Djeffara, els romans van establir un limes, una sèrie de fortaleses frontereres que protegien la província contra els nòmades del desert. Llocs romans foren Thusuros (Tozeur), Aggasel Nepte (Nefta), Thagis (Kriz) i altres que protegien el camí entre Biskra i Gabès. Diverses tribus amazigues poblaven la zona, entre les quals la dels amants, citats per Plini el Vell. Amb el temps, van adoptar el cristianisme, però amb l'arribada dels àrabs van acceptar aviat l'islam. La regió de Tozeur es va dir Kashtiliya pel nombre de castells que hi havia.
Al sud del Chott El Fedjaj el Djebel Tebaga marca l'inici de la Djeffara per la seva part nord-oest. Aquesta zona és coneguda com la Nefzaoua, amb restes d'ocupació del Neolític; els romans i van fundar alguna fortalesa i alguns establiment agrícoles i vies de comunicació. El segle ii es va introduir el camell (dromedari) i la barreja entre les tribus saharianes nòmades i la població de la Djeffara va donar origen a la confederació amaziga dels Nefzaoua amb les tribus dels mrazig, ghrib, adhara, sabria, ouled yakoub, rebayaa i altres; els seus ancestres ja són esmentats al segle v aC per Heròdot.
Cap al sud-est la plana està dominada per unes muntanyes abruptes de color ocre, anomenat pels nadius simplement el Djebel, un gran arc muntanyós que va de Médenine a Dehibat (avui un lloc fronterer amb Líbia) amb un paisatge igualment àrid. L'altura mitjana és de 300 metres. A la part nord-est s'anomena el Djebel Tarhouna, un altiplà arrugat que forma una mena de gran bastó sobresortint sobre la vora i que es perllonga cap a Khoms i Lebda per turons que s'eleven per sobre del litoral.
El Djebel fa de barrera als vents humits que venen de la mar i que descarreguen permeten amb les reduïdes pluges que provoquen un mínim de vida. Els oued (rierols) que baixen forts quan plou s'assequen tot seguit i no n'hi cap que pugui travessar la regió. Aquestes muntanyes van acollir a les poblacions amazigues de les planes veïnes que es van refugiar en zones muntanyoses rocoses on van construir els famosos ksour (plural de Ksar) equivalent a fortaleses però més aviat centres d'habitació fortificats (kalaa), amb un estil troglodita adaptat als rigors del clima.
El ksar pròpiament dit era el graner on s'emmagatzemaven i protegien les collites en diferents nivells i que era el centre de la vida social i religiosa, de celebracions, d'ensenyament i d'altres activitats i fortificació quan calia; l'element bàsic dels ksour era la gorfa (ghorfa) un habitacle allargat de forma semicilíndrica on cada família guarda la seva collita; la gorfa es construïa sobre dos nivells mínim a l'entorn d'un pati interior amb l'accés tancat; el conjunt és el que forma el ksar. Avui algun dels ksour es dedica a hotel. L'habitatge es construïa a la part oposada i era de tipus troglodita.
El ksour foren construïts aprofitant les muntanyes a la regió de Matmata o s'aprofitava les pendents, gratant horitzontalment la roca; fora d'aquí es construïen amb un gran pou o forat central a la paret entorn del qual es construïen horitzontalment les habitacions a un o dos nivells. És en aquesta zona que es van inventar els jessour (plural de djeser) un murs de pedra seca que retenien la humitat i permetien aprofitat petites extensions de terra per llaurar i plantar orgue, i arbres com la figuera o l'olivera i lògicament la palmera.
El centre de les cases excavades a muntanya és Matmata; les muntanyes són completament pelades amb abundància de petits turons; les cases de Matmata tenen un pati central d'entre 6 i 12 metres de diàmetre i una profunditat de 6 a 7 metres; un túnel porta del pati a una de les bandes del turó o més aviat a l'inrevés, ja que aquest túnel és l'accés a l'habitatge; la porta d'accés es tanca amb branques de palmera; les diverses dependències són excavades a les parets a l'entorn del pati, a dos nivells, amb les principals d'ús habitual a la part baixa com cuina, i sales, i les cambres per dormir i magatzem a la part alta; aquestes habitacions estan protegides de la calor i del fred. Matmata és el centre però no és l'únic lloc, car Tijma, Haddège (7 km al nord-est de Matmata) i Tamezret, tenen cases de pedra seca penjades a la muntanya, Zeroua (centre artesanal), Béni Aïssa (15 km al nord) amb cases troglodites amb un nivell tècnic millorat, Toujane (centre artesanal i explotació de mel), Téchine (11 km al sud) i algun altre lloc ofereixen bons exemples de l'adaptació de la població al medi natural.
Darrere el Djebel (la muntanya) hi ha el Dahar o Djebel Dahar (l'esquena de la muntanya), un altiplà que s'inclina en un pendent suau cap a l'oest fins a unir-se amb les terres desèrtiques i dunes del Gran Erg Oriental; cap a l'est del Djebel, continua el Dahar fins a la costa on forma penya-segats abruptes.
Al país de Nefzaoua l'arena predomina amb vegetació estepària, i troba més al sud la regió dels ksour, més pedregosa. La pedra calcaria és l'element predominant a les muntanyes. Entre Médenine i Dehibat a la frontera amb Líbia hi ha uns 150 km però la Djeffara encara en perllonga 40 km més cap al nord fins a la costa del golf de Boughrara i Jorf (enfront de l'illa de Gerba). De la línia Médenine-Dehibat cap a l'oest, fins a trobar les dunes de l'Erg, la distància és de no menys de 70 km.
La principal ciutat de la plana és Médenine, nus de comunicacions per carretera; el ksar de Médenine mateix està format per sis mil gorfes en sis plantes. La segona ciutat és Tataouine, 44 km al sud, on es troba un jardí amb un tronc d'arbre fossilitzat, inscripcions neopúniques, fragments d'estàtues, capitells corintis i altres objectes, i sobretot amb nombrosos ksour a la rodalia, especialment el Ksar Ouled Soltane, amb les gorfes entorn de dos patis, construïts al segle xvi i al xix. Ksar Degrah, Ksar Béni Barka, Ksar Kédim (ksar Znata) són alguns dels ksour de la vora del principal. Al sud-oest de Tataouine hi ha Douiret amb un ksar. En aquesta ciutat es parla l'amazic, igual que uns 7 km més al nord, a Chenini (on també hi ha un ksar, i una mesquita soterrània) i a 17 km al nord a Ghourmassen (amb una gran vista sobre tota la regió). Ksar Haddada, a 2 km al nord de Ghourmassen, es destaca per les gorfes ben conservades i blanquejades amb cal. La ceràmica en tot aquesta zona de parla amaziga té característiques específiques. Més a l'oest, a uns 60 km, l'oasi de Ksar Ghilane, amb una font calenta, i rodejat per les dunes del Gran Erg Oriental, amb una carretera que porta a Douz.
L'aigua es treu de 75 captacions o forats a la napa freàtica amb una profunditat que varia entre 50 i 200 metres.